# Molgula mortenseni
Molgula mortenseni är en sjöpungsart som först beskrevs av Wilhelm Michaelsen 1922.  Molgula mortenseni ingår i släktet Molgula och familjen kulsjöpungar. Inga underarter finns listade i Catalogue of Life.